# Queso de mano
El queso de mano es un tipo de queso fresco originario y producido en Venezuela. Es de forma plana y redonda (en forma de plato), de pasta hilada y de textura suave y elástica, obtenido del proceso de coagulación enzimática de la leche de vaca (Bos taurus-indicus) cruda entera o descremada. El hilado característico en este tipo de queso es alcanzado a través del proceso de fermentación de la cuajada dulce hasta llegar a «cuajada a punto», propiedad característica de los quesos de pasta hilada, que consiste en formar hilos al ser estirados cuando la cuajada a punto es cocinada en agua a 90 °C. El producto obtenido es de textura suave y elástica, con presencia de capas o láminas fácilmente separables y su forma de conservación es sumergido en suero a temperatura ambiente. Suele consumirse como relleno de arepas o cachapas. Su consistencia recuerda a la mozzarella italiana. Algunos gustan de consumirlo con panes dulces tales como los golfeados o catalinas (llamadas también cucas o paledonias).

## Creación
En Venezuela, donde la actividad pecuaria era importante desde el siglo XVI, especialmente en los llanos, se producían muchos tipos de quesos, algunos frescos, como el de mano, el de cincho, el del Siquire (originario de los Valles del Tuy) y el de cartera (de Santa Teresa del Tuy), y otros madurados, como el queso de año o de concha negra. En el Anuario de la Provincia de Caracas, de 1832 a 1833, de la Sociedad de Amigos del País, se señala que los mayores productores de la Provincia de Caracas, entonces muy vasta, eran los cantones de Calabozo, Villa de Cura y Chaguaramas. En la actualidad, es muy frecuente que este queso sea procesado en forma industrial. En diferentes épocas, han existido, de acuerdo al avance de los procesos industriales, distintas formas de preparar este queso. Las siguientes son algunas de las formas conocidas desde la primera mitad del siglo XIX y principios del siglo XX, que tienen ciertas variantes respecto a los productos artesanales de la actualidad.
Un procedimiento, que data de 1834, detalla la fabricación a partir de la coagulación de la leche. Una vez coagulada o cuajada es introducida en un cincho o prensa, y 12 horas más tarde es extraída y se pone a fuego en una vasija vidriada o de hierro. Cuando la cuajada adquiría una alta temperatura que permitiera su manipulación directa, se amasaba y estiraba. Cuando la cuajada estuviera suave, se le daba al queso la figura de una media naranja, se cubría con sal, a medio moler, y se dejaba escurrir para eliminar la humedad.
Hacia 1862, el escritor Ramón Paéz detallaba que la leche coagulada o cuajada se cocinaba en su propio suero hasta tomar la consistencia de un jarabe y, en forma manual, se la estiraba varias veces hasta que se enfriara, añadiéndose sal a la masa resultante y dándole la forma de tortas que se dejaban escurrir colocadas dentro de unos canastos colgantes del techo de la vivienda. El queso obtenido presentaba la apariencias de hojas como de pergamino.
El espeleólogo y viajero James Mudie Spence refería que cuando la leche coagulada era hervida junto con el componente líquido o suero hasta adquirir un estado semisólido, de moderada firmeza. En forma manual se manipulaba la masa halándola hasta transformarla en láminas, y cuando se enfríaba, agregándole sal, se hacían bloques que se colgaban envueltos en alguna tela muy porosa para eliminar todo exceso de humedad.
En Palma Sola, Estado Yaracuy entre 1878 y 1879 la escritora y viajera francesa Jenny de Tallenay recogió una receta según la cual una vez cuajada la leche, esta se hacía calentar el fuego. Cuando tomaba cierta consistencia, los pedazos de masa resultantes eran amasados hasta que se enfriaban. Luego se les daba forma de tortas redondas y achatadas que hacen secar después de añadirles sal.
El escritor José García de la Concha, investigó que a principios del siglo XX, en Los Valles del Tuy (Estado Miranda) la leche recién ordeñaba se vaciaba en una olla y que del estómago de las reses y de cabras se sacaba el cuajo para agregarlo a la leche. Ya coagulada, la leche era sacada y el suero se dejaba para la alimentación de cerdos. En un recipiente de agua hirviendo se introducía la masa durante cierto tiempo y luego se sacaba y se extendía en una mesa, espolvoreándola con sal. En caliente era manipulada, haciéndola elástica, y luego se doblaba cierto número de veces, se toma por las cuatro puntas de la masa y se le hacía una protuberancia denominada ombligo, y se dejaba el queso resultante entre pedazos de hojas de plátano, en otro recipiente metálico, donde ya otros quesos habían tomado su forma aplastada y redonda.
En su texto Geografía gastronómica Venezolana , el periodista venezolano Ramón David León informaba que también era costumbre en ciertas zonas de Venezuela, el vaciar la leche en recipientes de cuero crudo denominados "botas" en los cuales se añadía el cuajo. Al coagularse la leche, se le desmenuzaba en trozos y se le dejaba en reposo por varias horas. Se separan el suero y la cuajada, desechándose el primero y colocando la segunda en agua caliente pero sin hervir, y se le dejaba allí dos minutos. Al adquirir la masa una consistencia "gomosa", era estirada sobre una tabla formando telas, y luego se le daba forma de disco.